# 流星錘

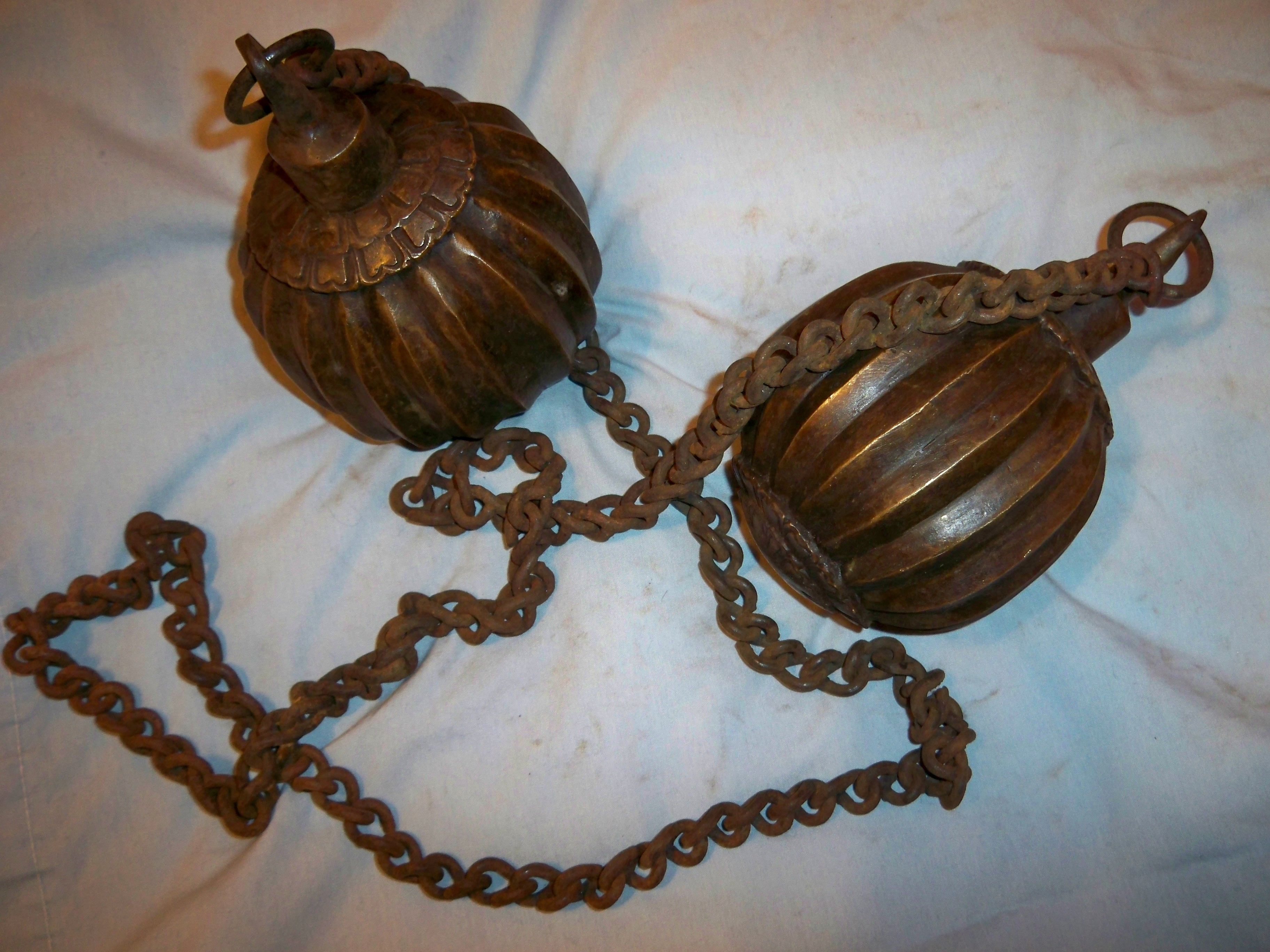
流星錘

流星錘，或稱流星鎚、飛錘、飛鎚，是一种将金属锤头系于长绳一端或两端制成的软兵器。
本身的构思为「利用挥舞武器的离心力来增加破坏力」，而带刺流星锤本身的刺更增加破坏力。
流星錘分為單流星錘和雙流星錘兩種，流星形狀也可分為西瓜和木瓜形兩種。由锤身、软索、把手三部分组成。它携带方便，藏在身上不易被人发现，但卻是软兵器中最难练的一种。錘頭部分大抵用銅、鐵鑄造，也有用白銀鑄造的。流星錘的繩索短者三尺六寸（約160公分），長者可達七尺四寸（約260公分）或更長者。錘頭形狀可以為圓錘、角錘（帶有稜角）、星錘（有星狀角）、蒺藜錘（刺棘比星狀錘還多）等。

## 歷史
有指為遠古時代狩獵用的飛石索演變而來。
現有出土戰國時的銅製流星錘，使用方式可能跟單股飛石索相同，連錘帶繩一起甩拋出去。戰國時期文物上的水陸攻戰圖中已有雙手使流星襲擊敵人的形象。
《武備志》記載的流星鎚為一繩兩端各接一鎚，其中之一稱為正鎚，手持的稱為救命鎚。武術門派中少林寺、趙門、蠶閉門、丁氏流星錘等皆有練習相關套路。
現代武術比賽中屬於其他器械組的第三類「軟器械類」。